# Gorenje Otave
Gorenje Otave este o localitate din comuna Cerknica, Slovenia, cu o populație de 41 de locuitori.